# 何西阿書
《何西阿書》或譯《歐瑟亞》（希伯來語：ספר הושע），是圣经全书第28本书，旧约圣经小先知书的第一本书。作者是北方以色列国的先知何西阿。此經以何西阿的家庭為例子，他經歷了妻子離開又回來，預見以色列國家的事件，以接納她回來並復興她，指代耶和華是邪淫背道之以色列的救恩。

## 关于作者
何西阿书以執筆者何西阿為名，他的名字是何西伊亞的縮短式，意思是“為耶所拯救；耶已拯救”。
這本以何西阿為名的書除了提及他是備利的兒子外，很少披露這位預言者的生平。他的預言絶大部分都與以色列國有關，猶大國則只是順帶提及而已。何西阿没有提到耶路撒冷，但提及以色列的主要支派以法蓮37次，談及以色列的首都撒馬利亞則有6次。
何西阿的文風將他的為人顯露出來。他遣詞用字温文細膩，筆觸敏鋭，經常反覆强調耶和華的慈愛和憐憫。他觀察入微，敏於留意每個顯示出悔改的細微迹象。但他有時卻筆鋒鋭利，言詞凌厲，平淡中顯出力量。他在言詞間流露出强烈的感情，而且思路改變得很快。
他一開始擔任先知工作，上帝便吩咐他“娶淫婦為妻”。這是何西阿違誡事實，非神的本義（《何西阿書》第1章第2节参）。無疑耶和華這樣吩咐他是有用意的。以色列曾一度像妻子一般屬於耶和華，後來卻淫亂不忠。但上帝向她大顯慈愛，渴望幫助她改弦易轍。何西阿的影子妻子歌篾正是個好例子。顯然她未在生了頭一個孩子後便不安於室，而其他孩子則是從淫亂生的。
孩子非何西阿和歌蔑所出。歌蔑跟隨巴力（《何西阿書》第2章第5节至第7节参）證據見於經文清楚指出她“給他（何西阿）生了一個兒子”，全是他們倆當年違誡時神給他們的考驗。歌蔑跟隨巴力。何西阿想知道神能給任何信息。
但在其他兒女出生時卻沒有提及預言者。（《何西阿書》第3章第1节至第3节参）看來暗示何西阿重新接納歌篾，購贖她像購贖奴僕一般；經文把這件事跟耶和華接回他那從淫亂中改過自新的百姓相提並論。
何西阿向之發預言的主要對象──北部十支派的以色列國，也按着其主要支派的名字稱為以法蓮。書中把以色列和以法蓮這兩個名字交替使用。

## 写作背景
耶和華差遣何西阿往以色列作祂的預言者。以色列背棄與耶和華所立的約，參與巴力崇拜。以色列在應許之地成為農耕民族，他們不但採納了迦南人的生活方式，同時也採納了迦南人的宗教而崇拜象徵大自然生殖力的巴力神。
在何西阿的日子，以色列完全離棄了耶和華的崇拜，轉而從事一些放蕩、狂飲的宗教儀式，包括與廟妓發生苟且關係。以色列有分促成了巴力的繁榮。她不忠而辜負了上帝，因此必須受到懲治。耶和華要她明白，物質財富並非來自巴力，所以祂派遣何西阿去警告以色列，她若不肯悔改便會有什麽後果。
耶羅波安二世死後，北方以色列國進入歷史上相当可悲的時期，有好幾個王先後被人暗殺，直到公元前740年整個國家遭亞述人擄去。在這段時期中，國內兩個派系屢動干戈，一方想與埃及結盟，另一方則要與亞述聯手。雙方都沒有信賴耶和華。
此書的第一節透露何西阿以預言者的身分為耶和華服務了一段很長的時間，從以色列王耶羅波安二世統治的末期直至猶大王希西家統治的日子，即由早於公元前804年開始，至公元前745年之後，前後逾59年。他説預言的工作無疑包括耶羅波安二世和希西家作王的若干時候。在這段時間內，耶和華的其他先知還包括阿摩司、以賽亞、彌迦和俄德。

## 真确性
這本預言書的經文多次受新约圣经所引用，由此證明它的真確性。耶穌向耶路撒冷宣布判決時曾引用《何西阿書》第10章第8节参説：“那時，人要向大山説：倒在我們身上！向小山説：遮蓋我們！”（《路加福音》第23章第30节参）《啟示錄》第6章第16节参也節錄同一段經文。馬太福音則引用《何西阿書》第11章第1节参的預言：“我從埃及召出我的兒子來，”並表明它已獲得應驗。（《馬太福音》第2章第15节参）何西阿論及全以色列都必復興的預言確已應驗，因十支派王國中有許多人在被擄之前已歸附猶大，他們的後代則與猶大人一同在獲釋後重返故土。從以斯拉的日子以來，此書因含有「耶和華臨到何西阿的話語」而一直在希伯來文正典中佔有其適當地位。（《何西阿書》第1章第2节参）

## 主要內容

### 以比喻説明以色列的淫亂行徑
（覆盖《何西阿書》第1章第1节参至《何西阿書》第3章第5节参）。何西阿的「淫妻」給預言者生了一個兒子，名叫耶斯列。後來她又生了另外兩個兒女，女兒名叫羅·路哈瑪，意思是“不蒙憐憫”，兒子名叫羅·阿米，意思是“非我民”。耶和華給他們取了這兩個名字，目的是要表明他“不再憐憫以色列家”，並强調祂不認他們為子民。（何西阿书1章2節、6節及9節）然而猶大和以色列必再稱為“永生上帝的兒子”，在一個首領下團結起來，“因為耶斯列的日子必為大日”。（1:10-11）在清除了淫亂的巴力崇拜後，上帝的百姓會歸向耶和華而以祂為丈夫。（2:16）耶和華會保護以色列，並以正義，公平、慈愛、憐憫、忠信聘以色列永遠歸祂為妻。與耶斯列這個名字的意思一致（意思是“上帝必播種”），耶和華應允説：“我必將她種在這地。⋯⋯我必憐憫；本非我民的，我必對他説：你是我的民；他必説：你是我的上帝。”（2:23）像從淫行中幡然悔悟的妻子般，“以色列人必歸回，尋求他們的上帝──耶和華和他們的王大衛。”（3:5）

### 對以法蓮（和猶大）所作的預言性判決
（覆盖《何西阿書》第4章第1节参至《何西阿書》第14章第9节参）。第4章的首節經文為接着發出的預言性警告提供背景資料：“耶和華與這地的居民爭辯，因這地上無誠實，無良善，無人認識上帝。”結果如何？耶和華説：“你棄掉知識，我也必棄掉你，使你不再給我作祭司。你既忘了你上帝的律法，我也必忘記你的兒女。”（4:1-6）淫亂的精神使以色列離棄上帝。上帝必照娼妓般的以色列和猶大的所作所為報應他們，但他們在“急難的時候”必切切尋求耶和華。（5:15）
何西阿懇請百姓説：「來吧，我們歸向耶和華！⋯⋯祂必醫治我們。」耶和華喜愛人表現慈愛和認識祂，過於人獻上祭物和燔燒供物，但以法蓮和猶大的慈愛卻“如速散的甘露”。（6:1-4）以法蓮“好像鴿子愚蠢無知”。百姓不求告耶和華，反倒投靠埃及和亞述。（7:11）他們有禍了。因為他們游手好閒，圖謀惡計，違背耶和華的約，干犯祂的律法。“他們所種的是風，所收的是暴風。”（8:7）耶和華必記起他們的過犯，追討他們的罪惡。“他們也必飄流在列國中。”（9:17）以色列是一棵衰敗的葡萄樹，他的心偽善詭詐。以色列並沒有栽種公義，收割慈愛；相反，他們種下邪惡，結果收割不義。耶和華提醒他們説：“我從埃及召出我的兒子來。”（11:1）他在以色列年幼時便喜愛這個國家，但以色列卻用謊話和詭計圍繞他。耶和華勸勉説：“所以你當歸向你的上帝，謹守仁愛、公平，常常等候你的上帝。”（12:6）
《何西阿書》第13章参概述當年的歷史，指出以色列最初看來頗有希望，耶和華對他們呵護備至，但這個國家卻忘恩負義而終於叛離耶和華。耶和華宣布説：“我在怒氣中將王賜你，又在烈怒中將王廢去。”（13:11）但以色列最終必得復興：“我必救贖他們脱離陰間，救贖他們脱離死亡。死亡啊，你的災害在哪裏呢？陰間哪，你的毁滅在哪裏呢？”（13:14）然而，悖逆的撒馬利亞卻會遭遇十分悲慘的下場。
此書最後提出一個感人的呼籲：「以色列啊，你要歸向耶和華──你的上帝；你是因自己的罪孽跌倒了。祈求除淨罪孽，把嘴唇的祭代替牛犢獻上。耶和華必向你施慈愛和憐憫。祂必向你如甘露，你必如百合花盛放，茂盛有如橄欖樹。」智慧和通達的人必能明白這些事：“因為耶和華的道是正直的，義人必在其中行走，罪人卻在其上跌倒。”

## 基督新教觀點

### 强化信心
何西阿書强化基督徒對圣经的信心。何西阿就以色列和猶大所作的每一個預言都應驗了。
- 以色列國受她的情人，也就是周遭崇拜偶像的鄰國所遺棄，在公元前722年被亞述所滅。[4]
- 何西阿預言耶和華會對猶大國表現憐憫而施以拯救，但並非藉着軍事力量。這個預言在耶和華的天使把威脅耶路撒冷的18萬5000個亞述人殺戮時獲得應驗。[5]
- 何西阿書8:14所作的判決也將猶大國包括在內：“我卻要降火焚燒他的城邑，燒滅其中的宮殿。”這個預告在公元前609-607年尼布甲尼撒使猶大和耶路撒冷淪為荒涼時獲得應驗。[6]
- 70年后，耶和華將猶大和以色列召集起來，使他們在公元前537年從流亡之地「出去」，於是何西阿所説的許多有關復興的預言便獲得應驗了。[7]

### 新约圣经引用
基督教希臘文聖經（新约圣经）的執筆者曾提及何西阿的預言。例如，保羅在討論復活時引用何西阿書13:14作為論據：“死啊！你得勝的權勢在哪裏？死啊！你的毒鉤在哪裏？”（哥林多前书15：55）為了强調耶和華對蒙憐憫的器皿所施的非配得仁慈，保羅引用何西阿書1:10和2:23説：“就像上帝在何西阿書上説：那本來不是我子民的，我要稱為‘我的子民’；本來不是蒙愛的，我要稱為‘蒙愛的’。從前在什麽地方對他們説：你們不是我的子民，將來就在那裏稱他們為‘永生上帝的兒子’。”（羅马书9:25-26）彼得概述這些出自何西阿書的同一經文説：“你們從前算不得子民，現在卻作了上帝的子民；從前未曾蒙憐恤，現在卻蒙了憐恤。”（彼得前书2:10）
可見何西阿的預言不單應驗在所羅巴伯的日子一群餘民返回故土一事上，而且也應驗在祂將屬靈的餘民招聚起來，使他們成為「永生上帝蒙愛的兒子」一事上。何西阿憑上帝的感示看出這些人必須符合什麽條件──不是在外表上以傳統儀式從事崇拜，而是聽從何西阿書6:6的吩咐：“我喜愛良善，不喜愛祭祀；喜愛認識上帝，勝於燔祭。”这也是保罗书信和早期基督徒的行动指南。

### 从比喻得益
何西阿的妻子犯了奸淫。耶和華以發生在何西阿生活上的這件事作為比喻，表明祂對於一切離棄他去崇拜偶像和信奉偽宗教的人十分恨恶。人若犯錯而跌倒，就應當真心悔改，“把嘴唇的祭代替牛犢獻上”以歸回耶和華。這樣的人可以與屬靈的以色列餘民一同歡欣鼓舞，從而應驗了何西阿書3:5的王國應許：“後來以色列人必歸回，尋求他們的上帝──耶和華和他們的王大衛。在末後的日子，必以敬畏的心歸向耶和華，領受祂的恩惠。”

## 参看
- 阿摩司书
- 以賽亞书
- 彌迦书
- 小先知书
- 历代志下
- 旧约圣经

### 閱讀聖經
- 何西阿書
- 何西阿书